# ナチス・ドイツにおけるクリスマス

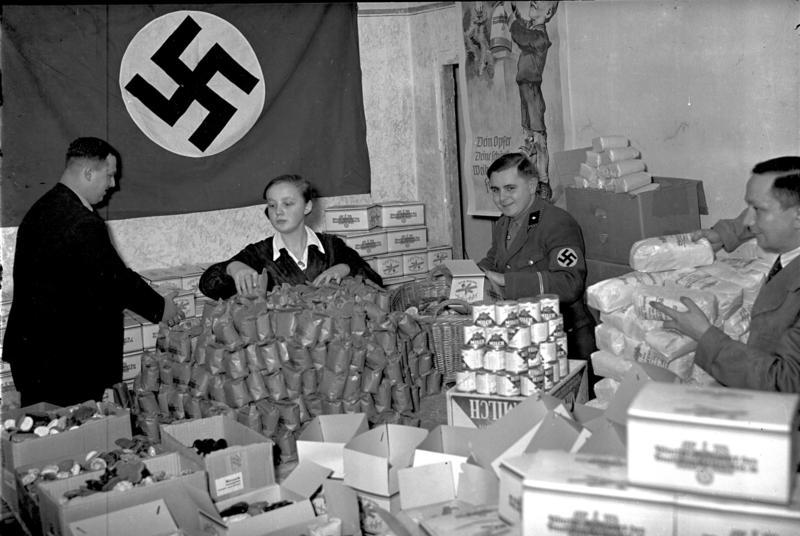
貧しいひとへのクリスマス・プレゼント(1935年)

ナチス・ドイツにおけるクリスマスは、ナチ党のイデオロギーと整合させるための努力の賜物であった。ユダヤの出自を持つ、ユダヤ人の救世主イエスの誕生を記念する行事であるクリスマスは、ナチスの人種主義と折り合いをつけるのが困難な催しであった。そのため、1933年から1945年まで政府当局は民間行事としてのクリスマスからそうした宗教的側面を排除し、キリスト教の出現以前から催されてきたドイツ伝統の祝祭（ユール）であることを強調しようとした。その流れの中で賛美歌の歌詞やクリスマスの飾り付けは世俗化されたが、教会や家庭における祝われ方は本来のキリスト教的な様式のままであった。

## 背景
ドイツ人にとってのキリスト教は、古くからその主たる信仰であり、6世紀から8世紀のコルンバヌスと聖ボニファティウスの伝道にまで遡る。しかしナチス・ドイツが望んだのは、ドイツ人の主観（態度、価値観、精神構造）を、「民族共同体」に対するひたむきで従順なものに変えることだった。ウィリアム・L・シャイラーによれば、「ローゼンベルク、ボルマン、ヒムラー（そしてその背後のヒトラー）の指導のもとで、ナチ政権はドイツにおけるキリスト教を破壊し、それ以前の土着的なドイツの神という古い異教と、ナチス過激派の信仰するヒトラーという新しい異教とに置き換えようとしていた。
1921年にヒトラーが4,000人の党員を前にミュンヘンのビア・ホールでスピーチを行ったが、これは初期のナチスによるクリスマス行事でもあった。身分を伏せていた警察担当記者が書いているように、ヒトラーは「十字架にかけられた世界の解放者と縁が切れない、臆病なユダヤ人ども」を糾弾し、「ユダヤ人が…打ち砕かれて地に伏せるまで歩みをとめない」と誓うと、ホールには喝采があがった。そして聴衆はクリスマス・ツリーのまわりで賛美歌や国家を讃える歌を歌い、スピーチに参加した労働者階級にはプレゼントが配られた。ナチスが1933年に権力を掌握すると、その信奉者たちはドイツ人が伝統的に催してきたクリスマスを拒絶し、「冬の祭り」(Julfest ）と改称するともに、冬至のお祭りとしてそのドイツ的な起源を喧伝した。しかしドイツ人のほとんどにとって、祝祭のキリスト教的な様式は保たれ、とりわけ教会はクリスマスからキリストを排除することに猛反発したため、その内部でキリスト教的な伝統は維持された。

## ナチス独裁下のクリスマス
ナチスのブレーンは、クリスマスにおけるキリスト教的な要素は後代に古代ドイツの伝統に重ね合わされたものだと主張した。その理論によると、クリスマス･イヴはもともとイエス･キリストの誕生とは無関係であり、冬至と「太陽の復活」を祝う習慣であった（鉤十字は古代において太陽のシンボルであった）。またサンタクロースは、ドイツ(ゲルマン）の神オーディンのキリスト教的解釈とされた。したがって、クリスマスのポスターに描かれるのは「クリスマスすなわち冬至の男」であるオーディンであり、そのイメージは、雄々しい白馬にまたがり、豊かな灰色のひげをたくわえ、スローチハットをかぶり、プレゼントのつまった袋を背負う姿だった。イメージの修正は（イエスの産まれた）まぐさ桶にもおよび、木でできた鹿や兎のおもちゃが置かれた庭のイメージに置き換えられ、マリアとイエスは金髪の母子として描かれた。
クリスマス･ツリーも改変の例外ではなかった。伝統的なクリストバウム（Christbaum)やヴァイナハツバウム(Weihnachtsbaum)というツリーの名前は、マスコミではモミの木やユールの木と改められた。ツリーの頂上に置かれる星についても、代わりに鉤十字やルーン文字の「シグ」が置かれたり、鉤十字の形になるようにライトが灯されることがあった。こうした運動の最盛期には、イエスの再臨を連想させるものはすべて排除し、個人崇拝の対象としての「救世主ヒトラー」の再臨に置き換えようという動きまであった。
聖歌（クリスマス・キャロル）も修正の対象となった。『きよしこの夜』の歌詞は改変され、神やキリスト、信仰についての歌ではなくなった。聖歌『われらに時が来たれり』(Es ist für uns eine Zeit angekommen)の歌詞もイエスに関わる要素がなくなった。ドイツでは終戦後もこの改変されたバージョンがしばらく歌われていた。ナチスの宣伝したクリスマス・キャロルとして最も有名なのが『天高く星輝く夜』(Hohe Nacht der klaren Sterne) である。この歌は伝統的なキリスト教的テーマがドイツの人種イデオロギーに置き換えられているのだが、むしろナチス・ドイツの崩壊後に有名になり、1950年代にはいると定期的に合唱されるようになり、現代にはいっても時どき曲目にいれられた。
またヒムラーは感謝のしるしとして、よく親衛隊員にドイツの装飾的な燭台であるユールランタンを贈った。この燭台の一部はダッハウ強制収容所でつくられていた。主婦は子供たちのために、鳥や車輪、十字架の形をしたビスケットを焼くことが奨励された。クリスマス習慣にあわせて、店の目録には、チョコレートでできた親衛隊の兵士やおもちゃの戦車、戦闘機、機関銃が並んだ。

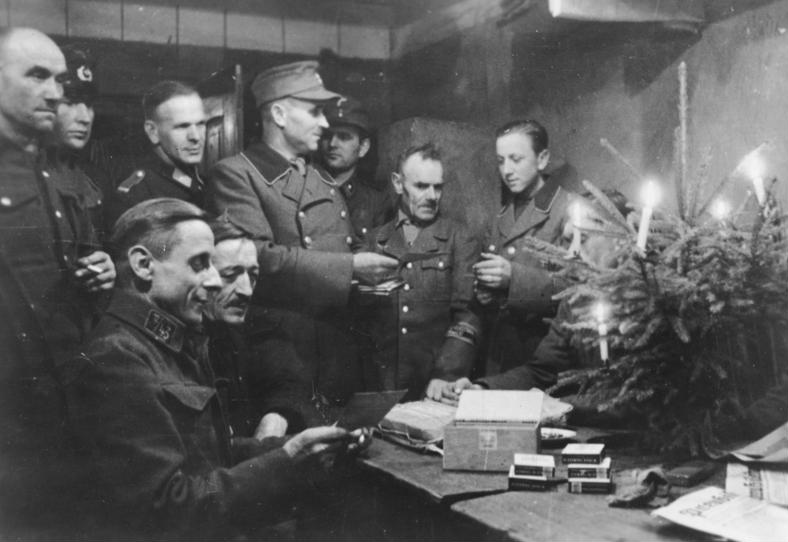
クリスマスを祝う国民突撃隊の隊員（1944年、東プロイセン）

1944年ごろには、当局は戦争そのものに力を注ぐようになり、クリスマスからキリスト教の影響を排除しようという動きは弱まった。またその頃、民間におけるクリスマスのお祝いは、ドイツの戦死者を追悼する日の式典ともなっていた。

## 反対派
多くのドイツ人はナチスによるクリスマスの再定義を受け入れていたが、一部にはそれに反対する声もあがっていたとされる。国家社会主義女性同盟（NSF) の資料によれば、「宗教行事の影響力をそぐためにプロパガンダがあまりに激しくなり、『強い疑念と不満』につながりかねないほどストレスが高まっている」とある。この報告にあがった神父もクリスマスの再定義に反対する人間の一人であった。デュッセルドルフの神父たちはクリスマスを女性の同好会への参加を奨励するために利用していた。カトリックの神父はNSFに入党した女性を破門すると脅していたし、NSFの催したクリスマスの行事をボイコットする信仰に篤い女性たちもいた。